# Хидиров, Хамро
Хамро Хидиров (25 апреля 1927, Хатырчинский район - ?) — советский узбекский хлопковод, Герой Социалистического Труда (1971). Заслуженный хлопкороб Узбекской ССР (1967).

## Биография
Родился 25 апреля 1927 года в кишлаке Хидрата Хатырчинского района Узбекской ССР.
С 1943 года — колхозник, с 1950 года — тракторист Хатырчинской МТС, с 1956 года — шофер, с 1962 года — бригадир колхоза «Узбекистан» Хатырчинского района. Получал высокие урожаи хлопка в период восьмой пятилетки.
Указом Президиума Верховного Совета СССР от 8 апреля 1971 года Хидирову Хамро присвоено звание Героя Социалистического Труда с вручением ордена Ленина и золотой медали «Серп и Молот».
Активно участвовал в общественной жизни Узбекистана. Член КПСС с 1965 года. Делегат XVIII и XIX съездов КП Узбекистана, где избирался членом ревизионной комиссии.
Заслуженный хлопкороб УзССР (1967). Награждён орденами Ленина, Трудового Красного Знамени и медалями.